# THE みんなでカート・レース
『THE みんなでカート・レース』（ザ・みんなでカート・レース）は、ディースリー・パブリッシャーより2007年10月25日に発売されたWii用レースゲーム。SIMPLE Wiiシリーズの第1作目。パッケージデザインはあまの・よ〜きが担当。